# Denise Grey

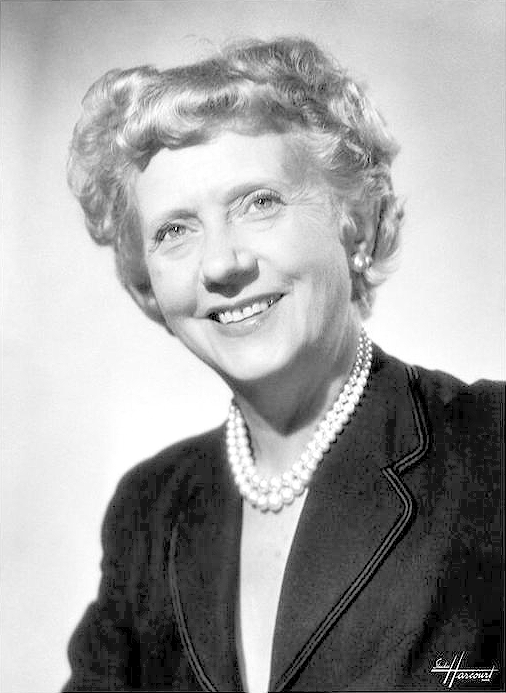
Denise Grey (1950)

Denise Grey (* 17. September 1896 in Châtillon als Edouardine Verthuy; † 13. Januar 1996 in Paris) war eine französische Schauspielerin.

## Leben
Denise Grey wuchs als Tochter von Jacques Laurent Verthuy (1862–1916) und Madeleine Gard (1864–1939) in Châtillon im Aostatal auf. Sie hatte zwei Schwestern, Marie-Rose (1888–1979) und Marie-Madeleine (1894–1994).
Ihre berufliche Laufbahn startete sie als Verkäuferin und Model. Auf diesem Weg wurde sie für die Filmbranche entdeckt und gab 1913 ihr Debüt in dem Stummfilm Mademoiselle Etchika. Ihren künstlerischen Durchbruch erreichte sie jedoch nicht im Film, sondern 1915 als Sängerin in den Revuen der Folies Bergère, als sie eine Kollegin kurzfristig ersetzen musste. Das führte zu einem Soloengagement im Cabaret La Pie qui cante. Ab diesem Zeitpunkt führte sie ihren Künstlernamen Denise Grey. In den 1920er-und-1930er-Jahren spielte sie an verschiedenen Pariser Bühnen, aber auch immer wieder in Filmproduktionen wie Adieu, Leonard!. Sie spielte etwa die Hauptrolle neben Fernandel in der Komödie Monsieur Hector von 1940 und war in einer größeren Rolle in Claude Autant-Laras Literaturverfilmung Teufel im Leib von 1947 zu sehen. Insgesamt wirkte sie als Schauspielerin vor der Kamera von 1913 bis 1992 in mehr als 110 Film-und-Fernsehproduktionen mit.
Nach dem Zweiten Weltkrieg gehörte sie lange neben Jean-Louis Barrault und Madeleine Renaud zum Ensemble der Comédie-Française, wo sie unter anderem die „Dorinne“ in Tartuffe spielte. Einen späten Erfolg verzeichnete Grey als Urgroßmutter der von Sophie Marceau verkörperten Hauptfigur Victoire „Vic“ Beretton in La Boum – Die Fete und La Boum 2 – Die Fete geht weiter. Im Jahr 1992 zog sich Denise Grey im Alter von 96 Jahren aus dem Rampenlicht zurück.
Denise Grey war zweimal verheiratet. Aus ihrer ersten Ehe mit Henri Bara (1887–1919) hatte sie eine Tochter, die Schauspielerin Suzanne Grey (1917–2005). In zweiter Ehe war sie ab 1941 mit Charles-Henri Dunkel (1887–1967) verheiratet. Diese Ehe blieb kinderlos. Grey starb am 13. Januar 1996 im Alter von 99 Jahren in Paris, wo sie auch beigesetzt wurde.

## Ehrungen
- Offizier des Ordre des Arts et des Lettres
- Offizier der Ehrenlegion
- Offizier des Ordre national du Mérite
- Médaille de la Ville de Paris

## Filmografie (Auswahl)
- 1913: Mademoiselle Etchika
- 1920: Honneur d’artiste
- 1940: Monsieur Hector
- 1942: Der blaue Schleier (Le Voile bleu)
- 1943: Die ehrbare Catherine (L’honorable Catherine)
- 1946: Patricia (Étrange Destin)
- 1946: …und sowas nennt sich Detektiv (L’insaisissable Frédéric)
- 1947: Stürmische Jugend (Le Diable au corps)
- 1949: Junger Mann mit sieben Frauen (Une femme par jour)
- 1953: Unter den Lichtern von Paris (La Tournée des grands ducs)
- 1953: Im Schlafsaal der großen Mädchen (Dortoir des grandes)
- 1953: Julietta
- 1954: Der Hammel mit den fünf Beinen (Le mouton à cinq pattes)
- 1954: Der Sonntagsangler (Poisson d’avril)
- 1954: Rasputin (Raspoutine)
- 1955: Die Straße der geschminkten Lippen (La Rue des bouches peintes)
- 1956: Mitsou und die Männer (Mitsou)
- 1957: Keine Rose ohne Dornen (La Peau de l'ours)
- 1958: Der unfreiwillige Raketenflieger (A pied, à cheval et en spoutnik)
- 1960: Bomben auf Monte Carlo
- 1960: Einer sticht ins Wespennest (Le Panier à crabes)
- 1960: Die Französin und die Liebe (La Française et l'Amour)
- 1964: Das leichte Geld der Liebe (La Bonne Soupe)
- 1966–1984: Au théâtre ce soir (Fernsehserie, 9 Folgen)
- 1967: Die Abenteuer des Chevalier de Recci (Le chevalier Tempête, Fernsehserie, 2 Folgen)
- 1968: Babar der kleine Elefant (Les aventures de Babar, Miniserie)
- 1970: Hello – Goodbye
- 1978: Aus dem Nest gefallen (Un ours pas comme les autres, Miniserie, 1 Folge)
- 1979–1980: Die Damen von der Küste (Les Dames de la côte, Miniserie, 4 Folgen)
- 1980: La Boum – Die Fete (La Boum)
- 1982: La Boum 2 – Die Fete geht weiter (La Boum 2)
- 1982: Das Früchtchen (N'oublie pas ton père au vestiaire)
- 1987: Harold et Maude (Fernsehfilm)
- 1987: Ein turbulentes Wochenende (Les Saisons du plaisir)
- 1991: Eine pikante Affäre (Cin cin)
- 1992: La soupière (Fernsehfilm)